# Katokopiá
Katokopiá (grec moderne : Kατωκοπιά, turc : Zümrütköy) est une commune du district de Nicosie à Chypre, à 7 km à l'est de Morphou. Elle se trouve de fait sous le contrôle de la république turque de Chypre du Nord.

## Politique
Katokopiá est jumelée avec la ville française de Truyes depuis 2010.

## Sports
Le club de football de Doxa Katokopias est fondé en 1954 à Katokopiá. Depuis 1974, son siège se trouve à Peristerona (en).